# NGC 5679C
NGC 5679C је галаксија у сазвежђу Девица која се налази на NGC листи објеката дубоког неба.
Деклинација објекта је + 5° 21' 16" а ректасцензија 14h 35m 11,0s. Привидна величина (магнитуда) објекта NGC 5679 износи 16,0 а фотографска магнитуда 17,0. NGC 5679C је још познат и под ознакама ARP 274, VV 458, PGC 52129.